# C.V.A. Strandberg

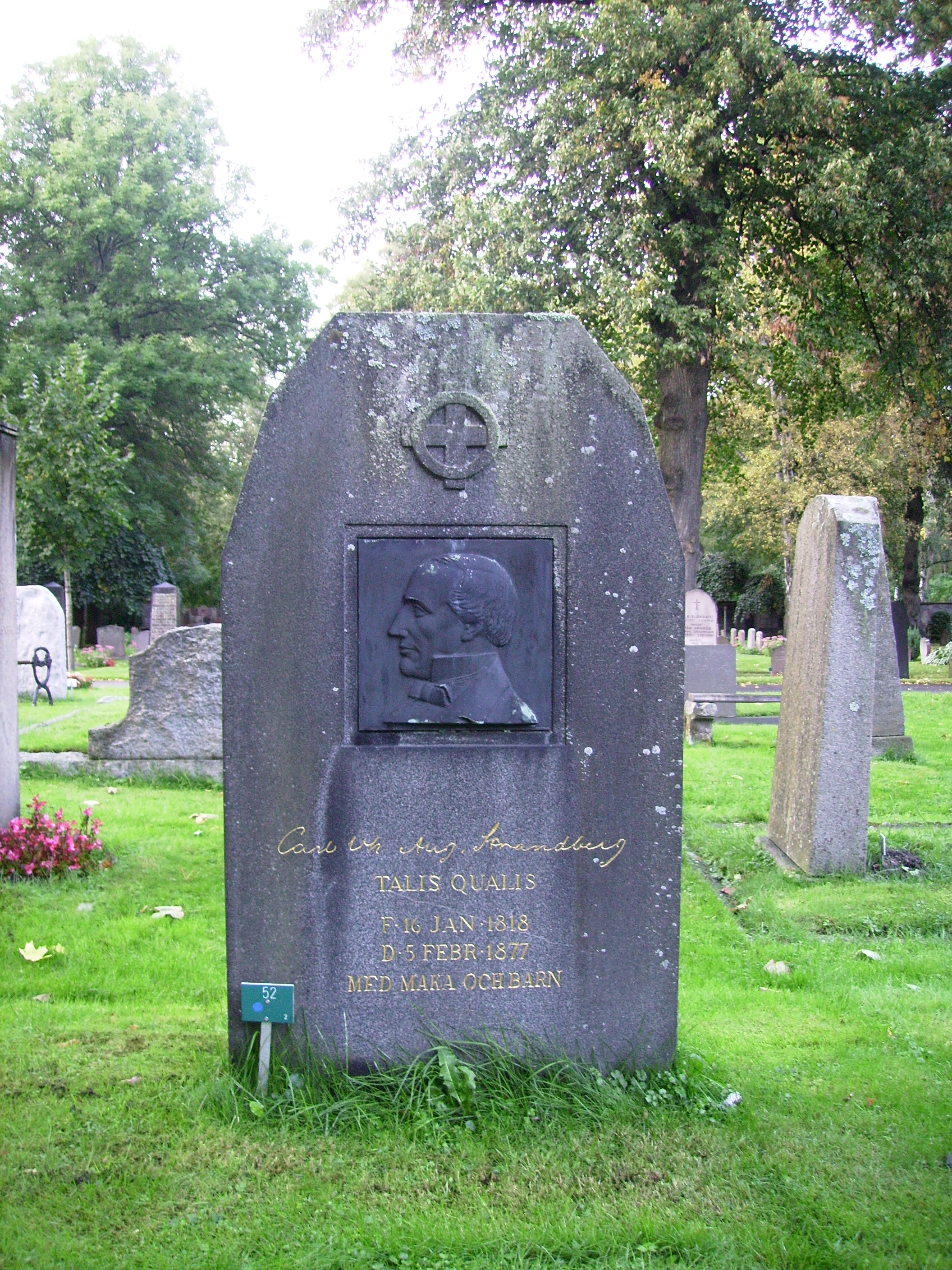
C.V.A. Strandbergs gravvård på Solna kyrkogård.

C.V.A. Strandberg (eller C.W.A.), Carl Vilhelm August Strandberg (ibland stavad Carl Wilhelm), pseudonym Talis Qualis, ibland stavad Talis Qvalis (latin: "jag är sådan jag är"), född 16 januari 1818 i Stigtomta, död 5 februari 1877 i Stockholm, var en svensk författare, journalist och översättare, samt ledamot av Svenska Akademien från 1862. Han var bror till operasångaren Olof Strandberg.

## Biografi
Strandberg var son till en prästman, som efter avlagd teologisk examen och förvärvad filosofie magistergrad vid utbrottet av kriget mot Napoleon år 1813 bytte levnadsbana och gick in såsom fänrik i pommerska lantvärnet. Samma år avancerade fadern först till löjtnant och sedan till kapten, men efter krigets slut återgick han till den prästerliga banan. Han blev 75 år gammal och gifte sig tre gånger, senast vid 74 års ålder.
C.V.A. Strandberg började studera vid Uppsala universitet 1837, men flyttade redan året därpå till Lunds universitet tillsammans med sin äldre broder, den sedan så berömde operasångaren Olle Strandberg, som kommit till universitetet för att studera till präst. Samma år gifte han sig. 
Det var under studietiden i Lund som Strandberg blev medveten om sin skaldebegåvning, och han kom att stanna i staden i nio år. Han hade starka politiska intressen och gjorde sig tidigt känd som en svår "rabulist". Men när Oscar I blev kung såg han, liksom flertalet liberaler, en ny dag gry. Vid den fest som Lunds universitet höll i anledning av kungens kröning, ägnade Strandberg  honom också en hyllningsdikt, som blev texten till "Kungssången" (1844), egentligen inte främst av vördnad för kungahuset utan för att förmå kungen till anfallskrig mot Ryssland i syfte att återerövra Finland. Strandberg saknade i själva verket inte republikanska och revolutionära sympatier. Hans radikalism var förenad med en lågande hänförelse för skandinavismen och ett glödande hat mot Ryssland.
Strandberg var en av de främsta skalderna i Sverige under efterromantikens tid. Hans första diktning bar politisk prägel, och var påverkad av "det unga Tysklands" politiska poesi. Det var som student vid Lunds universitet han med kväden gav ett uttryck åt ungdomens frihetsträngtan och åt den sympati för de förtryckta folken, som under 1840-talet var en utbredd känsla i Sverige, liksom åt det då gängse hatet mot Ryssland.
Han fann så småningom sin egen svenska ton, och i likhet med Runeberg lyckades han att därför skapa ett verklighetstroget, stundom drastiskt uttryck i en form, som utmärker sig för käck ursprunglighet och en viss knapphet. Hans första originaldikter, som utgavs under den krigiska titeln Sånger i pansar (1845), omfattade en mängd glödande, hänsynslösa dikter, bland dem stycket "Vaticinium", som, i likhet med flera andra, utmanar till krig ("Finland, så jag ville ropa") mot "världens Goliat", den ryske grannen. Till denna samling hör också den sedermera officiella svenska Kungssången "Ur svenska hjärtans djup en gång". Efter denna diktsamling följde Vilda rosor, 1848 med flera. 
Strandberg avlade 1847 kansliexamen och lämnade Lund. Så kom året 1848 med Danmarks kamp för Slesvig-Holstein, och Strandberg engagerade sig nu med eld och lågor för broderlandets sak. "Sverige måste bistå Danmark", skriver han till en vän. "Här är allmogen fanatiserad för Danmark. Jag reser omkring som en apostel. O, det är en fröjd att se passioner vakna hos vårt försoffade folk! Aldrig i världen har det så kokat i mitt inre som nu. Ägde jag medel, skulle jag resa land och rike omkring, framför allt till allmogen, och predika korståg." Han ville att studenterna i Lund skulle upprätta en frikår, och i en dikt, tillägnad dem, uppmanade han de unga att gå ut i striden för Danmarks sak.
De närmaste åren blev för Strandberg en hård kamp för brödfödan. Hans tvingades träla under oket för tidningars och tidskrifters räkning. Men hans gamla frihetskärlek lågade lika stark som i ungdomens vår. Då det på 1856 års riksdag var fråga om att upphäva tryckfrihetsförordningens karaktär av grundlag, skrev han den ljungande gensagan "Vårt fria ord", där han utropade:
| ” | Ve den hand, som avskär tungan på det folk, som en gång haft en röst! Ve den, som med vilja sårar lungan i offentlighetens breda bröst! | „ |

Strandbergs diktning utvecklade sig senare till mera mognad; det lidelsefulla, ohejdade gav vika för det mera formbehärskade; hans skaldskap företedde då släktskap med realismen hos Runeberg. Bland hans senare dikter märks sådana stycken som "Mitt döda barn", "Fanny" och "De små nattvardsbarnen". Som översättare har han bland annat med vår litteratur införlivat Lord Byrons berättande dikter (Don Juan; Poetiska berättelser).
Som översättare lade Strandberg en ovanlig begåvning i dagen, och Svenska Akademien visade honom sin bevågenhet med gratifikationer och resebidrag. År 1862 blev den tidigare fruktade "rabulisten" själv invald som ledamot i akademien. Det var en sinnebild av den förändring som Strandbergs politiska åskådning vid denna tid genomgick. Han började nu bekämpa de skandinaviska ideal som han i sin ungdom så lidelsefullt svärmat för. I den diktsamling, som han mot slutet av sitt liv förberedde, hade han ämnat utelämna Sånger i pansar. Och då det år 1863 blev fråga om att åter göra allvar av den skandinaviska hänförelsen, uppträdde den eldige skandinaven från 1848 i tidningspressen mot krigsivrarna. Då blåste det upp en storm av våldsam förbittring mot diktaren, som ansågs ha svikit sin ungdoms ideal.
Hans sista år fördystrades ytterligare av en plågsam sjukdom. Han avled 1877 sittande vid sitt skrivbord och efterträddes i Akademien av Viktor Rydberg, som 1895 avled på samma sätt.